# Marco Uriel
Marco Uriel (ur. 8 czerwca 1967) – meksykański aktor telewizyjny i filmowy.

## Wybrana filmografia
- 1992: María Mercedes jako Adolfo
- 1997: Esmeralda jako Emiliano Valverde
- 2000: Cena miłości jako Ignacio Santillán
- 2001: Virginia jako Santiago Islas
- 2002: Ścieżki miłości jako Bernardo Dueñas
- 2008: Idiotki nie idą do nieba jako Héctor
- 2010-2011: Kiedy się zakocham... jako  komendant Cantú
- 2011: Podwójne życie Angeliki jako Baldomero Lagos
- 2012-2013: Prawdziwe uczucie jako Israel
- 2013: Za głosem serca jako Efraín Loreto
- 2016: Kobiety w czerni jako Benjamín

## Nagrody

### Premios ACPT
| Rok  | Kategoria                                             | Sztuka teatralna    | Wynik   |
| ---- | ----------------------------------------------------- | ------------------- | ------- |
| 2008 | Nagroda specjalna dla najlepszego zespołu aktorskiego | 12 hombres en pugna | Wygrana |

### Premios Bravo
| Rok  | Kategoria                       | Program telewizyjny | Wynik   |
| ---- | ------------------------------- | ------------------- | ------- |
| 2013 | Najlepszy aktor pierwszoplanowy | Como dice el dicho  | Wygrana |